# Flacy
Flacy ist eine französische Gemeinde mit 122 Einwohnern (Stand: 1. Januar 2022) im Département Yonne in der Region Bourgogne-Franche-Comté (vor 2016 Bourgogne). Sie ist Teil des Kantons Brienon-sur-Armançon. 

## Geografie
Flacy liegt an der Vanne und deren Zufluss Cérilly, etwa 25 Kilometer ostnordöstlich von Sens und etwa 44 Kilometer westsüdwestlich von Troyes. In Flacy befindet sich der Ausgangspunkt des Aqueduc de la Vanne zur Wasserversorgung von Paris. Umgeben wird Flacy von den Nachbargemeinden Bagneaux im Norden, Vulaines im Nordosten, Rigny-le-Ferron im Osten, Coulours im Süden, Les Sièges im Südwesten, Molinons im Westen sowie Villeneuve-l’Archevêque im Westen und Nordwesten.

## Bevölkerungsentwicklung
| Jahr                       | 1962 | 1968 | 1975 | 1982 | 1990 | 1999 | 2006 | 2013 |
| Einwohner                  | 186  | 165  | 130  | 107  | 104  | 117  | 142  | 115  |
| Quellen: Cassini und INSEE |      |      |      |      |      |      |      |      |

## Sehenswürdigkeiten
- Kirche Saint-Loup